# Künstlergilde Esslingen
Die Künstlergilde Esslingen e. V. ist ein Selbsthilfeverein von künstlerisch und wissenschaftlich tätigen Menschen.

## Geschichte
Die Künstlergilde wurde federführend von Ernst Schremmer gegründet: 1948 war er Mitbegründer und in der Folge Geschäftsführer der Künstlergilde: Verband der Heimatvertriebenen Kulturschaffenden in Esslingen am Neckar.
Die Gilde hat heute rund dreihundert Mitglieder der verschiedensten Berufe, darunter Maler, Sänger, Musiker, Schauspieler, Schriftsteller und Wissenschaftler. Sie sieht ihre Arbeit in der Tradition der deutschen Kulturlandschaften im Osten und Südosten Europas und fördert Arbeiten und führt Ausstellungen durch, die den Kulturraum reflektieren.
Die Künstlergilde ist in Landesgruppen organisiert und in folgende Fachgruppen aufgeteilt:
- Bildende Kunst (die mitgliederstärkste Gruppe)
- Literatur
- Musik
- Fotografie
- Darstellende Kunst
- Publizistik

Seit Anfang 1990 vergibt die Künstlergilde Esslingen den Andreas-Gryphius-Preis, einen Literaturpreis, der erstmals 1957 in Düsseldorf verliehen wurde. Die Ehrung führt die Gilde in Glogau durch, dem Geburtsort von Andreas Gryphius. Der Namensgeber des Preises war der bedeutendste deutsche Sonettdichter des 17. Jahrhunderts.
Weitere Preise, die die Künstlergilde verleiht, sind der Lovis-Corinth-Preis für Bildende Kunst, der Nikolaus-Lenau-Preis für Lyrik, der Literaturwettbewerb für Lyrik und Kurzprosa, die Pro-Arte-Medaille sowie der Johann-Wenzel-Stamitz-Preis für hervorragende Leistungen im Bereich der Musik und der Georg-Dehio-Preis für kulturgeschichtliche, geistesgeschichtliche und kunstgeschichtliche Publikationen zu historischen deutschen Kulturlandschaften Mittel-, Ost- und Südosteuropas.

## Bekannte Mitglieder
- Theo Aeckerle, Maler, Plastiker und Lithograph (1892–1966)
- Ute Brinckmann-Schmolling, Malerin und Grafikerin (1924–2014)
- Paul Brock, ostpreußischer Schriftsteller (1900–1986)
- Ruth Faltin, Malerin und Grafikerin (1906–1995)
- Erwin Görlach (1902–1974), Grafiker
- Aldona Gustas, Schriftstellerin und Malerin (1932–2022)
- Baldur Geipel, Bildhauer (* 1933)
- Otto Herbert Hajek, Maler und Bildhauer (1927–2005)
- Albrecht von Hancke, Maler und Zeichner (1924–2017)
- Helmut Hellmessen,  deutscher Grafiker und Maler (1924–2021)
- Wolfgang Hildemann, Komponist und Musikerzieher (1925–1995)
- Walter Thomas Heyn, Gitarrist und Komponist (* 1953)
- Georg Krajewski, Maler (1925–2007)
- Rudolf Kimmina, Maler (1944–2024)
- Franz Peter Künzel, Übersetzer und Schriftsteller (1925–2023), Ehrenvorsitzender der Künstlergilde[4]
- Else Levi-Mühsam, Bibliothekarin (1910–2004)
- Josef Mühlberger, Schriftsteller (1903–1985)
- Beate Musäus, Malerin und Grafikerin (1942–2007)
- Oskar Pastior, Schriftsteller und Übersetzer (1927–2006)
- Erich Pawlu, Autor (1934–2022)
- Jean Pierre Picon, Maler, Grafiker und Bildhauer (1926–2005)
- Gerold Reutter, Architekt und Maler (1924–2021)
- Günther Helmuth Ruddies, Schriftsteller (* 1928)
- Marie-Luise Salden, Künstlerin (* 1939)
- Horst Scheffler, evangelischer Theologe, (* 1945)
- Ernst Schremmer, Germanist, Kulturhistoriker, Schriftsteller (1916–1998)
- Alfred Seidel, Maler und Grafiker (1913–2001)
- Hellmut Seiler, Lyriker, Übersetzer und Satiriker (* 1953)
- Elsbeth Siebenbürger, Bildhauerin (1914–2007)
- Heinrich Simbriger, Komponist, Musiktheoretiker und Archivleiter (Aufbau des Gilde-Musikarchivs in Regensburg) (1903–1976)
- Norbert Sternmut, Schriftsteller und Maler (* 1958)
- Werner Striese, Bildhauer und Fotograf (1929–2020)
- Tina Stroheker, Lyrikerin und Schriftstellerin (* 1948)
- Johannes Szelinski, Journalist, Dialogautor und Dialogregisseur in der Filmsynchronisation (1911–2003)
- Katharina Szelinski-Singer, Bildhauerin (1918–2010)
- Willi Ulfig, Maler (1910–1983)
- Herbert Volwahsen, Bildhauer (1906–1988)
- Hans-Albert Walter, Maler und Grafiker (1925–2005)
- Hans Winterberg, Komponist (1901–1991)